# Koen Broucke
Koen Broucke (Sint-Amandsberg, 1965) is een Belgisch beeldend kunstenaar en historicus.
Na zijn studies in de geschiedenis aan de UFSIA en de Vrije Universiteit Brussel (1983-1987) kreeg hij een atelier in het Nationaal Hoger Instituut voor Schone Kunsten in Antwerpen ter beschikking (1991-1994). Hij maakt tekeningen, schilderijen, video's, boeken, installaties en performances. Hij stelde onder andere tentoon in Amsterdam, Antwerpen, Brugge, Brussel, Breda, Gent, Keulen, Namen, Parijs, Pori (Finland), Rauma (Finland), Rome en Valencia.
Het oeuvre van Koen Broucke ontvouwt zich niet eenduidig of lineair. Zijn interesse en onderzoek in de kunst en de geschiedenis komen samen in zijn werk. De werken van Broucke zijn doorgaans niet bestemd om als individuele kunstwerken getoond te worden, maar maken deel uit van een zelf geschapen universum van personages en geschiedenissen, dat hij met een verscheidenheid aan ideeën, technieken en media creëert. In Brouckes wereld doordringen fictie en realiteit elkaar, wat resulteert in een oeuvre waarin het wemelt van figuren, verhalen en beelden.
Een voorbeeld daarvan is zijn tentoonstelling Onvoltooide levensbeschrijvingen (Mol, Cum Laude, 2003), dat bestaat uit fictieve levensverhalen van (fictieve) figuren van uiteenlopend allooi (kunstenaars, psychiaters, huisvrouwen, een walvisvaarder, een conciërge, een dokter…). Via deze verzonnen personages creëert de kunstenaar voor zichzelf de vrijheid om zich aan uiteenlopende soorten onderzoek te wijden en verschillende soorten kunst te maken.
Brouckes interesse in de psychologie van de mens bracht hem in de jaren ‘90 tot de reeks Menskunde (Sittard, Stedelijk Museum Het Domein, 1998; Antwerpen, Van Laere Contemporary Art, 1997 en 1999; Antwerpen, ICC, 1997), waarin hij een soort typologische inventaris van de mensheid uitwerkte. Zijn fascinatie voor het portret stond centraal, meer bepaald de menselijke fysionomie en het verband tussen de ‘façade’ en het innerlijke leven van een individu.
De tekeningen uit deze reeks zitten onder andere in de collecties van het Stedelijk Museum Het Domein in Sittard, het Museum voor Hedendaagse Kunst in Antwerpen, de provincie Antwerpen en het Vlaams Parlement en het Ministerie van Onderwijs in Brussel.
In het project Het kabinet van dokter Hahneman, dat in de zomer van 2006 getoond werd in het Gentse Museum Dr. Guislain, lag de focus op de psyche van de kunstenaar. We konden rondlopen in het kabinet van de fictieve psychiater Dr. Hahneman, die kunstenaars behandelt, hun ziektebeeld beschrijft en hun werken verzamelt.
Broucke is ook performance-kunstenaar. Sinds een aantal jaren werkt hij aan de biografie en het oeuvre van verschillende fictieve kunstenaars. Een van hen is de megalomaan, een ietwat excentrieke imitator van Franz Liszt, die van tijd tot tijd een concert verzorgt. Dat resulteert in performances waarbij Broucke zelf in de huid kruipt van zijn personage, die als Liszt-imitator op expressieve wijze de piano probeert te bedwingen (Our Travelling Circus Life, Pori Art Museum, Finland, 2005). Een zekere vorm van humor is in dit werk – maar ook in de rest van Brouckes oeuvre – nooit ver te zoeken.
In 2019 werd hij doctor in de kunsten met het onderzoek ‘Onder de roze duisternis van het slagveld, een artistieke zoektocht naar de atmosferische lagen van de geschiedenis’ (KU Leuven, LUCA School of Arts, Glasgow School of Art, 2014-2019) wat resulteerde in een boek en een tentoonstelling in het Museum Dhondt-Dhaenens/Woning Van Wassenhove.  Voor het S.M.A.K. (Gent) creëerde hij in 2021 de installatie ‘The Library’. 